# Elias Dolah
Yusef Elias Dolah (thailändisch ยูเซฟ เอเลียส ดอเลาะ; * 24. April 1993 in Lund) ist ein thailändisch-schwedischer Fußballspieler.
Der in Schweden geborene Elias Dolah ist Sohn einer schwedischen Mutter und eines thailändisch-malaiischen Vaters.

## Karriere

### Verein
Elias Dolah erlernte das Fußballspielen in den Jugendmannschaften von Dalby GIF sowie Lunds BK in Schweden. Der Verein aus Lund spielte in der dritten Liga, der Division 1 Södra. Im August 2014 verließ er Lund und wechselte nach Malmö zum Ligakonkurrenten FC Rosengård 1917. Nach fünf Monaten wechselte er nach Thailand. Hier nahm ihn der Zweitligist Songkhla United FC aus Songkhla unter Vertrag. Bis Ende 2016 absolvierte er 26 Spiele in der Thai Premier League Division 1. 2017 unterzeichnete er einen Vertrag beim Port FC, einem Verein, der in der ersten Liga, der Thai League, spielt. Mit den Club aus Bangkok gewann er 2019 den thailändischen Pokal. Nach insgesamt 134 Erstligaspielen wurde sein Vertrag im Sommer 2023 nicht verlängert. Im Juni 2023 wechselte er nach Indonesien, wo er einen Vertrag beim Erstligisten Bali United unterschrieb. Für den Verein aus Gianyar auf der Insel Bali bestritt er 63 Ligaspiele. Im Sommer 2025 kehrte er nach Thailand zurück. Hier unterschrieb er in Buriram einen Vertrag beim Erstligisten Buriram United.

### Nationalmannschaft
Elias Dolah spielt seit 2019 in der thailändischen Nationalmannschaft. Mit der Mannschaft gewann er 2021 die Südostasienmeisterschaft. Im Oktober 2024 nahm er mit der Mannschaft am King’s Cup 2024 teil. Im Endspiel am 14. Oktober 2024 im Tinsulanon Stadium in Songkhla besiegte man das Team aus Syrien mit 2:1.

## Erfolge

### Verein
Port FC
- Thailändischer Pokalsieger: 2019

### Nationalmannschaft
Thailand
- Südostasienmeisterschaft: 2021
- King’s Cup: 2024